# Matadeón de los Oteros
Matadeón de los Oteros là một đô thị trong tỉnh León, Castile và León, Tây Ban Nha. Theo điều tra dân số 2004 (INE), đô thị này có dân số là 283 người.